# Personal Knowbase
Personal Knowbase — це застосунок для MS Windows призначена для створення та керування базою нотаток. Personal Knowbase був розроблений в 1998 році компанією CompuServe Information Service як приклад персональної бази знань.
Текстові нотатки організовані простим, лінійний переліком. Нотатки не організують між собою ієрархію. Пошук нотаток виконується через вказання ключових слів. Цей тип пошуку був притаманний дослідницьким базам даних, які розроблялись в 1990-х роках. Наприклад, таких як Knowledge Index та файлова бібліотека від CompuServe's. Пошук по ключових словах використовується в довідках MS Help. По іншому називається пошук по тегах.
Нотатки в програмі можна відфільтрувати за різними критеріями — за ключовими словами, за датою або наявність вкладення.
Для розповсюдження бази нотаток, що зберігаються в закритому форматі безкоштовного користування Personal Knowbase, використовується безкоштовне ПЗ Personal Knowbase Reader, яке дозволяє їх читати.

## Особливості
- Логічні вирази в запитах із ключовими словами.
- Гіпертекстові посилання на зовнішні фали та між нотатками.
- Можна вкладати файли, вставляти URL.
- Парольний захист.
- Нагадувальник.
- Експорт у зовнішні формати.
- Імпорт з зовнішніх форматів.

## Переносимість
Personal Knowbase є переносимою програмою, може бути встановлена та працювати безпосередньо з USB накопичувача.